# 约翰·哈里森
約翰·哈里森（英語：John Harrison；1693年3月24日—1776年3月24日），自學有成的英國鐘表匠，他發明了经线仪，它是人們長期尋求而且急需解決的精確定位海上船舶的東西位置，也就是經度這一問題的關鍵一環。它使大航海時代發生的革命性的巨變，使安全的長距離海上航行成為可能。這個問題是如此棘手，以致於英國議會為此提供了£20,000（相當於現代英鎊287萬元）的獎金。
哈里森在2002年BBC組織的100個最偉大的英國人公眾投票中排名第39位。

## 早年生涯
約翰·哈里森出生於西約克郡靠近韦克菲尔德市的福爾比，是他這一代五個孩子中的老大，他的父親在附近的諾斯泰爾·普萊瑞莊園當木匠，他出生的那幢房子現在已標上藍色牌匾。
大約在1700年，他們全家搬到了北林肯郡，由於他父親的木匠生意，哈里森在閒暇之時製造和修理時鐘。傳說當他六歲時由於得天花病倒在床上時，家人給他一只手錶玩，他花了幾個小時聽滴答聲，並研究它的移動組件。
他同時對音樂有著強烈的愛好，最終他成為了拜若教區教堂唱詩班指揮。

## 職業生涯

蚱蜢擒纵轮

哈里森在1713年，也就是他20歲的時候製造了他的第一台落地長鐘。這台鐘完全是使用木頭製造出來的，這個材料是一個小木匠很自然的選擇。哈里森早期的鐘表作品中有三台保存至今。最早的一件（1713年製造）存放在倫敦市政廳的鐘表匠同業公會，第二件（1715年製造）存放在科學博物館，第三件（1717年製造）存放在約克郡的Nostell Priory。鐘表面的銘牌上寫有“John Harrison Barrow”（拜若的約翰·哈里森）。
在Nostell的那只鐘，被放置在這個華麗高貴的房子的撞球室裡，它有著一個維多利亞時代的外殼，同時為了能檢查其木制運轉機構，它還周到的在其兩側安裝了小的玻璃窗。在1720年代早期哈里森被委派為北林肯郡的布羅克萊斯比莊園建造一個新的塔鐘，這個塔鐘至今仍然在運行，和他以前製作的鐘一樣也使用了木制組件，主要是橡木和愈疮树，不同於他以前的作品的是這個鐘為提高計時準確度混合使用了一些新的原型特性，例如蚱蜢擒縱輪。
從1725年到1728年，約翰和他同為熟練木匠的弟弟詹姆斯合作製造了至少三台精確擺鐘，同樣也是由橡木及癒創樹製作的運動組件和落地鐘配製，在這個時期內他們開發了格架擺（grid-iron pendulum），這些精確擺鐘是當時世界上最精確的鐘。特別是它們與海鐘有著直接的聯繫。1號鐘在2000年以前一直收藏在美國的時間博物館，在博物館關閉後於2004年被拍賣。2號鐘收藏於英國西約克郡的利茲畫廊及博物館，目前已不再展出，但有計劃於2011年的某個時間在新的利茲城市博物館永久展出。三號鐘展示於鐘表匠同業公會。
他是一個擁有多種技能的人，他使用這些技能系統性的提高了擺鐘的精確度。擺的長度是影響擺鐘的周期及精準性的重要因素，以往擺長以單一金屬材料製成，常因季節變化的溫度改變而影響擺鐘的準時性。他發明了格架擺，擺長的材料是由細銅條與細鐵條交錯排列作成，由於兩金屬的熱膨脹係數相異得以相互抵銷因熱縮脹而改變擺的長度。他另一個天才的發明是控制擺鐘受重錘一格一格驅動的蚱蜢擒縱輪，因棘爪是木製，所以幾乎沒有摩擦力且不需要潤滑劑。因當時不清楚潤滑劑何時會降解，所以不需要潤滑劑是一個重要優勢。
在哈里森早期研發航海鐘時，他得到乔治·格雷厄姆的幫忙與資助，格雷厄姆是位手錶與儀器製造商。當哈里森到倫敦去向皇室天文學家愛德蒙·哈雷介紹他的擺鐘時，哈雷將他介紹與格雷厄姆認識。格雷厄姆是他研發工作上的良友，結識格雷厄姆對不擅言詞與毫無人脈的哈里森極為重要。

## 經度問題

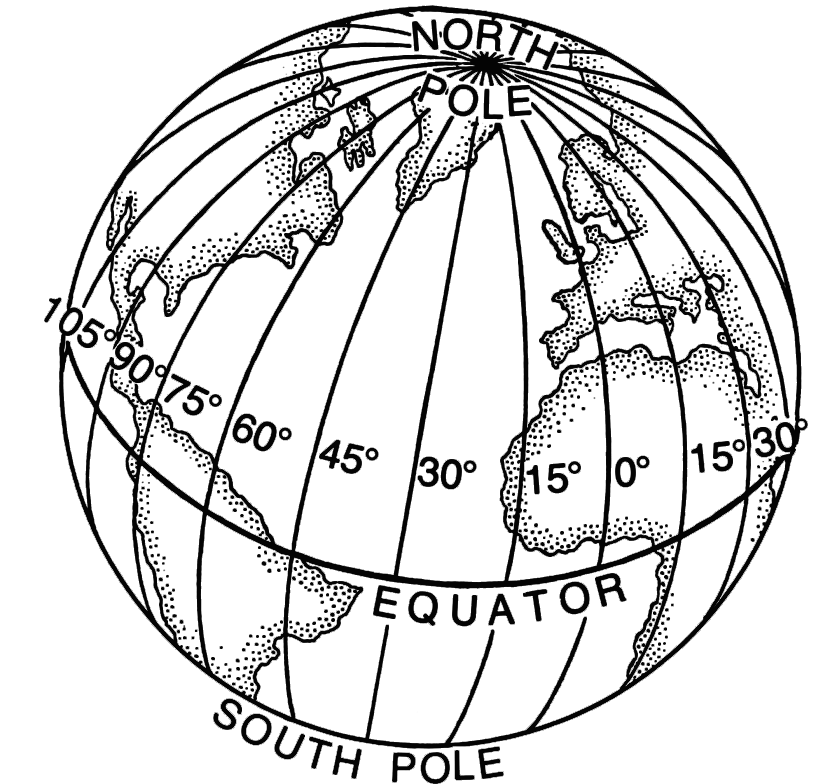
地球上的經線

經度是描述在地球東西側相對於本初子午線的位置。以角度為計量，由本初子午線為零度，往東至180度，往西至-180度。當船隻航行接近陸地時，為了安全的上岸入港，確定此時的船隻位置是必要的。在海上長時間航行後，用航位推測法判斷位置的誤差會累積變大，進而導致觸礁船沉及水手喪命。在那個航海貿易逐漸蓬勃發展的時代，避免船難便是當時重要的課題。
當時提出了許多航海時測量經度的想法。早期想法是根據赫馬·弗里修斯首先提出的簡單理論，即比較船隻位置的時間與參照地點(如格林威治或巴黎)的時間差，此方法依賴於天文觀測，也需要天體運行的規則。但此法的困難點在於當時難以精準記錄參照地點的時間。
哈里森解決這問題的方法是製作一架可以準確計時的時鐘，而且在長時間航行下其準時性不受溫度、壓力及濕度等因素變化，它必須不受海風繡蝕也要能承受船隻航行時的劇烈搖晃。許多科學家，包括牛頓跟惠更斯，都懷疑製作出這種計時器的可能性，而較傾向用其他方法來量定經度，像是月距法。海更斯曾試過用擺錘鐘擺與彈簧式鐘擺來量定經度，但兩種方法的結果都不可靠。

## 航海鐘

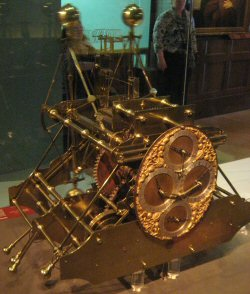
哈里森製造的第一個航海鐘(H1)

西元1720年後，英國鐘錶匠 Henry Sully 研發了航海鐘來決定經度：這鐘是由一大平衡擺輪垂直連結到一由 Debaufre式擒縱輪驅動的摩擦轉輪上，因為他的平衡飛輪的設計在搖晃的環境下並不穩定，他的鐘只能在平靜的海上行駛時使用。儘管如此，這鐘是第一座嘗試來量定經度的計時器。
西元1730年，哈里森設計了一座航海鐘來挑戰經度獎，並前往倫敦尋求經濟贊助。他將想法呈獻給皇家天文院士哈雷，哈雷進而介紹當時傑出的鐘錶匠格雷厄姆與他認識。格林漢對哈里森的想法印象深刻而決定資助他。為了製作出極為精確的木製擺鐘的航海版本，他使用了木齒輪，小滾輪，蚱蜢擒縱輪與一對鐘形彈簧擺輪 (因為單擺擺輪不適用於搖晃的環境)。
哈里森花了五年的時間完成第一個航海鐘 H1。他向代表經度委員會的皇家學會展示H1。這是第一個委員會認為值得一試的航海鐘。1736年，哈里森跟隨著HMS Centurion號航行到里斯本，隨後搭乘HMS Orford返航。出航時航海鐘沒能準確計時，但返航時卻表現極佳，船上的船長與導航員對它的設計讚賞有加。導航員計算出的位置向東偏了差60英哩，但哈里森成功利用H1預測了正確位置。
但這不符合經度委員會規定的航行必須跨大西洋的頒獎標準，但委員會還是對此結果印象深刻，並頒給哈里森500英鎊以資助他繼續研發。哈里森於1737年搬遷至倫敦，開始研發更精巧耐用的H2。1741年，經過三年的研發與兩次陸地測試，H2誕生了。當時英國正與西班牙作戰而延宕了測試，期間哈里森發現了設計中的幾個錯誤使他決定放棄H2而研發使用環型擺輪。等待戰爭結束的同時，委員會又頒給他500英鎊，他繼續研發H3。
哈里森花了17年製作第三個航海鐘H3，儘管盡了全力，H3還是表現不如預期。問題出在於他不瞭解控制飛輪的彈簧其後的物理，以至於飛輪的等時性不佳，進而影響計時的精確度。約1750年，哈里森決定放棄用大型彈簧輪擺作的航海鐘，他領悟到小型的表或許較容易設計掌控。

## 經度錶

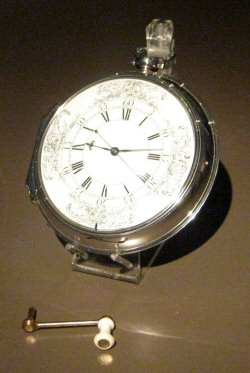
哈里森製造的第四個航海錶(H4)與繞組曲柄

經過三十年不斷的實驗研發，哈里森於1758年搬往倫敦。他驚訝的發現好友格林漢的繼承者 Thomas Mudge 製作的懷錶的準時性與他的大航海鐘不相上下。Mudge的錶之所以準確要歸功於1740年代班傑明·亨茨曼所製作的新鋼鐵材料，使得可以製作更堅固的小滾輪與拋光良好的擒縱軸。哈里森領悟到精確的錶是航海計時器的最佳答案。

### 傑佛利錶
依據錶匠傑佛利（John Jefferys）製作給哈里森的錶，他在1750年代早期設計了一個給自己使用的精準錶。這只錶的特殊擒縱輪設計不但可以補整溫度變化的效應，還具有第一個哈里森的
均力圓錐輪設計使得錶在上發條時還能持續計時。這些特殊設計讓傑佛利錶的表現傑出。他將此兩項設計應用在新航海錶上而研發了一較大與一較小的錶。然而只有較大的一號錶被完成。哈里森向大家證明解決經度問題的答案是航海錶。這個哈里森的代表巨作個只有比懷錶大一些的完美儀器，上面刻印著哈里森的簽名，錶號一，與時間AD 1759。

### H4
哈里森的第一個航海錶(現今稱H4)的銀製外殼直徑約13公分。在當時此錶的運作方式比起其他較大的計時器是十分複雜的。錶內使用的是特殊的垂直擒縱輪，當摩擦力作用其上時能使平衡飛輪有較大的扭角。D型棘爪與擒縱輪上是用當時及為挑戰工藝能力的材料鑽石所製成。基於技術考量，它的平衡飛輪比當時常用的錶大且其震動由扁平的螺旋鋼線控制。
第一只錶花了哈里森六年製作，當時他已68歲。由他的兒子威廉（William Harrison）代替他出航橫渡大西洋測試。出航前，波茲茅斯研究院院長Robertson先行測試了此錶，報告指出在1761年11月6日正午時分此錶比平均太陽時間慢了3秒，而九天後共慢了24秒；因此每日這錶每日誤差24/9秒。
當HMS Deptford號航行了81天又5小時到達牙買加時，經過校正出發時誤差的3秒與累積的計時誤差3分36.5秒，此錶時間與已知經度英國的時間只慢了5分鐘；亦即估計經度誤差1.25經分。船隻返航後，哈里森要求委員會付他20,000英鎊的獎金，但委員會卻認為此成果只歸因於他的好運氣而要求進行第二次測試。 委員會不相信只花了6年研發製作的錶能符合決定準確經度的要求。哈里森十分生氣並堅持要拿到獎金，這爭議鬧上了國會，國會決議頒發5,000英鎊給哈里森，但他拒絕獎金而決定進行第二次測試，航海錶隨船航行到巴貝多橋鎮。
船隻航行時，另一個量訂經度的方法為月角距法，也正由內維爾·馬斯基林隨著HMS Tartar號進行著測試。再一次航海錶展現的精確的計時性，這次只誤差了39秒，估計橋鎮的經度誤差小於16公里。然而月角距法也相當準確估計了橋鎮經度，只誤差了48公里，但此方法需要大量的時間計算才能準確。1765年兩種結果都被呈獻給委員會，但委員會還是認定錶的準確性是純粹運氣。後來經由國會再次議定預支給哈里森10,000英鎊，請他證明可以複製另一只準確的錶。同時，第一只錶必須交給皇家天文學會測試他長時間的準確性。
不幸的是，由巴貝多返航後的內維爾·馬斯基林被提名進入皇家天文學會，進而成為經度委員會的成員。他替航海錶寫了一份評論極差的報告，因此哈里森的錶儘管兩次測試皆表現優異仍不被委員會接受。
當第一只錶被委員會測試時，哈里森開始製作他的第二個航海錶(H5)，但他同時感受到委員會對他的監視。三年後他再也無法忍受他遭受到這些紳士們的刁難而向英皇佐治三世求援。傾聽過哈里森的遭遇後國王十分震怒。他親自於皇宮中測試二號航海錶；在1772年五月至七月間的十個星期內，他發現錶的誤差一天只有0.3秒。國王於是命令國會頒與哈里森全額獎金。最終於1773年，在他80歲時，他領到國會因他的貢獻成就而頒給他的8,750英鎊。

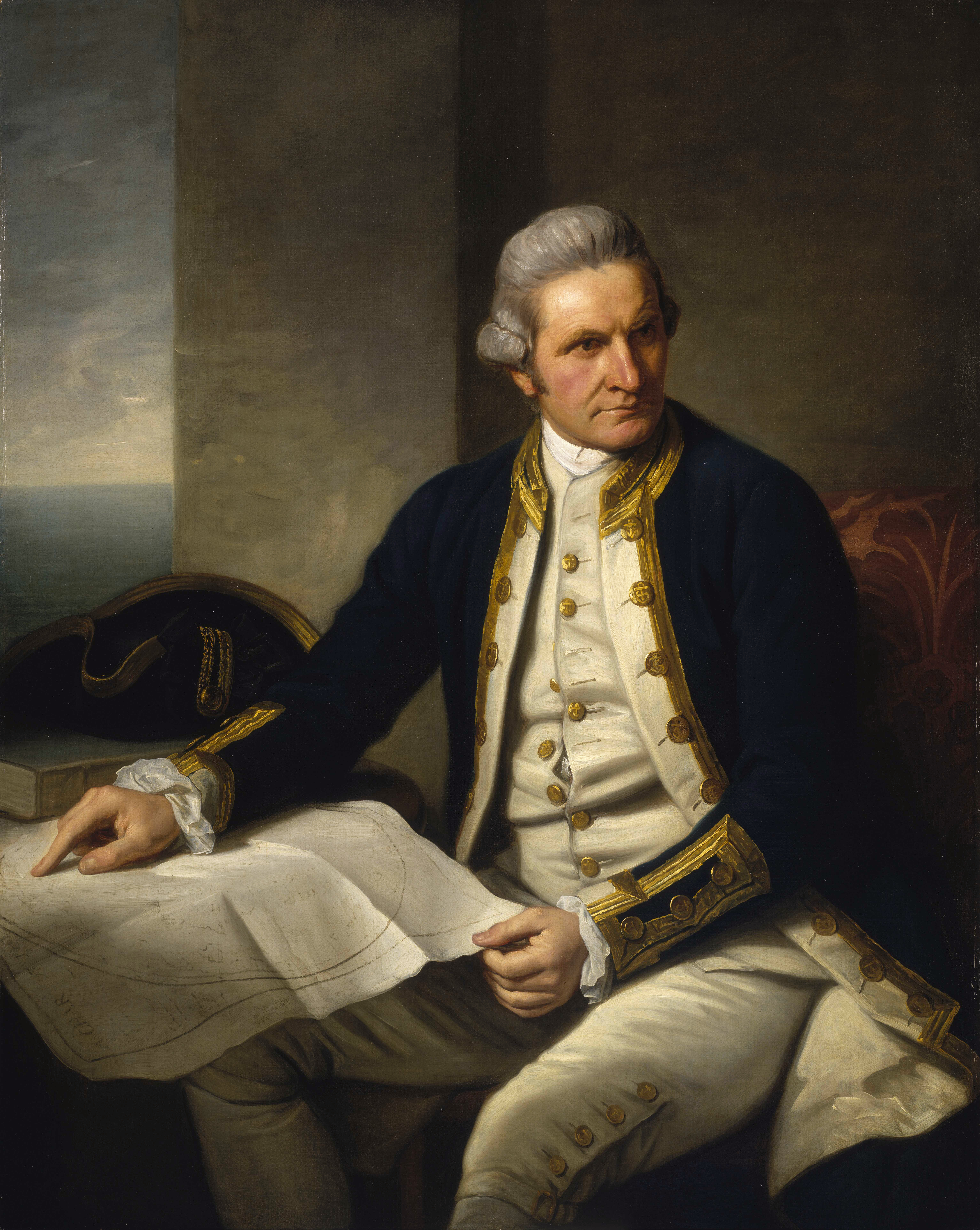
詹姆斯·庫克（庫克船長）

庫克船長於他的第一次航行時使用了月角距法。在他的第二與三次航行時，他使用的航海錶K1(H4的複製品)，K1是由傑佛力的高徒Larcum Kendall所製。庫克船長的航行日記裡對航海錶十分讚賞，而使用它所繪製出的南太平洋航海圖也十分精確。

## 紀念物

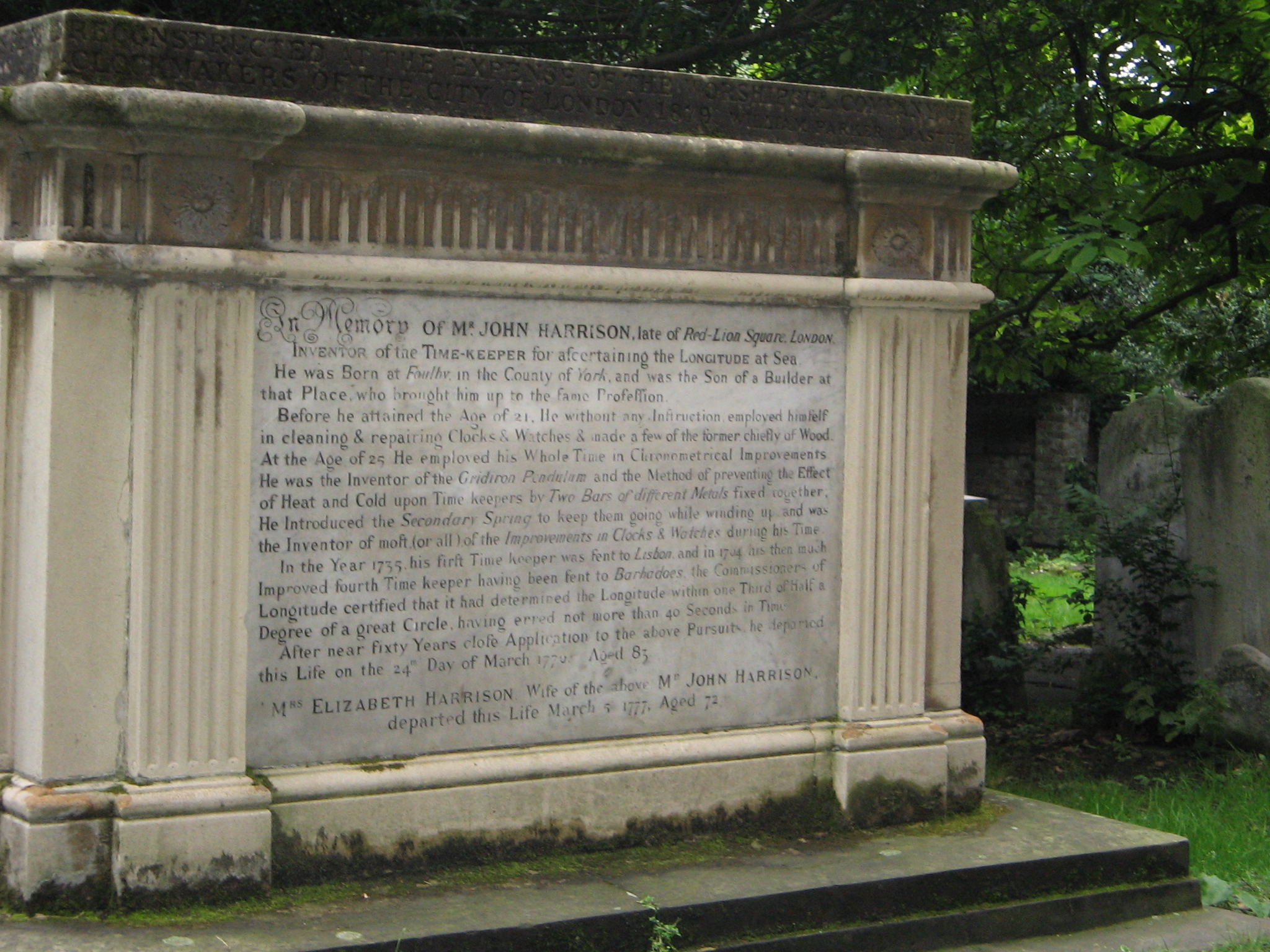
哈里森在聖約翰教堂的墓園的墓

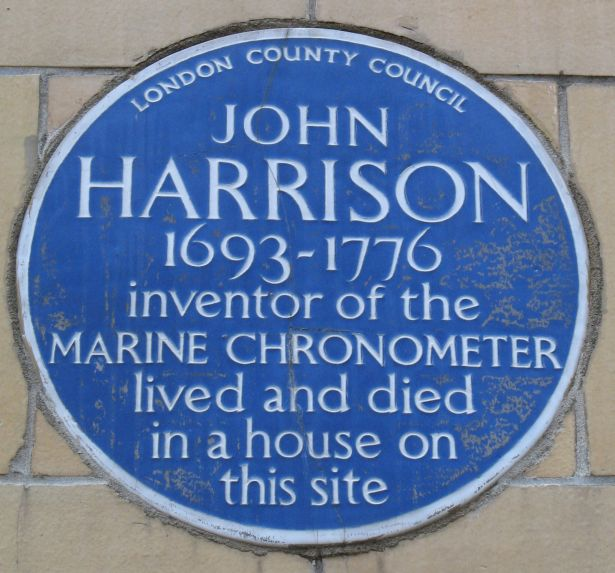
哈里森伦敦故居的藍色徽章

哈里森在83歲生日那天逝世，他和第二個妻子伊利莎白以及兒子威廉一起葬在漢普斯德漢普斯德的墓園。他的墳墓在1879年由鐘錶商名家公會（Worshipful Company of Clockmakers）進行過整修，儘管他從來沒參加過這個公會。
2018年4月3日，Google更改其首頁的Google Doodle以紀念約翰·哈里森325歲誕辰。

## 外部連結
- John Harrison and the Longitude Problem, at the National Maritime Museum site
- PBS Nova Online: Lost at Sea, the Search for Longitude （页面存档备份，存于）
- John 'Longitude' Harrison and musical tuning （页面存档备份，存于）
- Excerpt from: Time Restored: The Story of the Harrison Timekeepers and R.T. Gould, ‘The Man who Knew (almost) Everything’
- UK Telegraph: 'Clock from 1776 just goes on and on' （页面存档备份，存于）
- Andrew Johnson, Longitude pioneer was not a 'lone genius', The Independent, 31 May 2009 （页面存档备份，存于）
- Excellent accounting of John Harrison and his H1,H2,H3 Achievements （页面存档备份，存于）
- Harrison's precision pendulum-clock No. 2, 1727, on the BBC's "A History of the World" website （页面存档备份，存于）

| 奖项与成就               | 奖项与成就      | 奖项与成就              |
| ------------------------ | --------------- | ----------------------- |
| 前任者： 詹姆斯·布拉德雷 | 科普利獎章 1749 | 繼任者： George Edwards |